# Järnväg i Spanien

Det spanska järnvägsnätet (2009) där rött är bredspår medan blått är normalspår. Grönt visar de smalspårsjärnvägar som drivs av FEVE.

Spaniens järnvägsnät uppgick den 31 december 2008 till 13 383 kilometer och administreras av den statliga järnvägsförvaltningen Administrador de Infraestructuras Ferroviarias vanligtvis i förkortad form ADIF. Till detta tillkommer drygt 2 000 kilometer smalspårsjärnvägar. Som störst var nätet under 1950-talet med en bit över 18 000km (inklusive smalspårsjärnvägarna). All persontrafik på de bredspåriga och normalspåriga järnvägarna sköts av det statliga järnvägsbolaget RENFE.

## Organisation

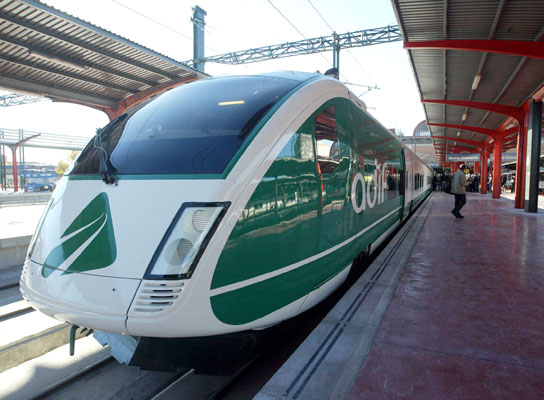
Mätvagn som används av adif

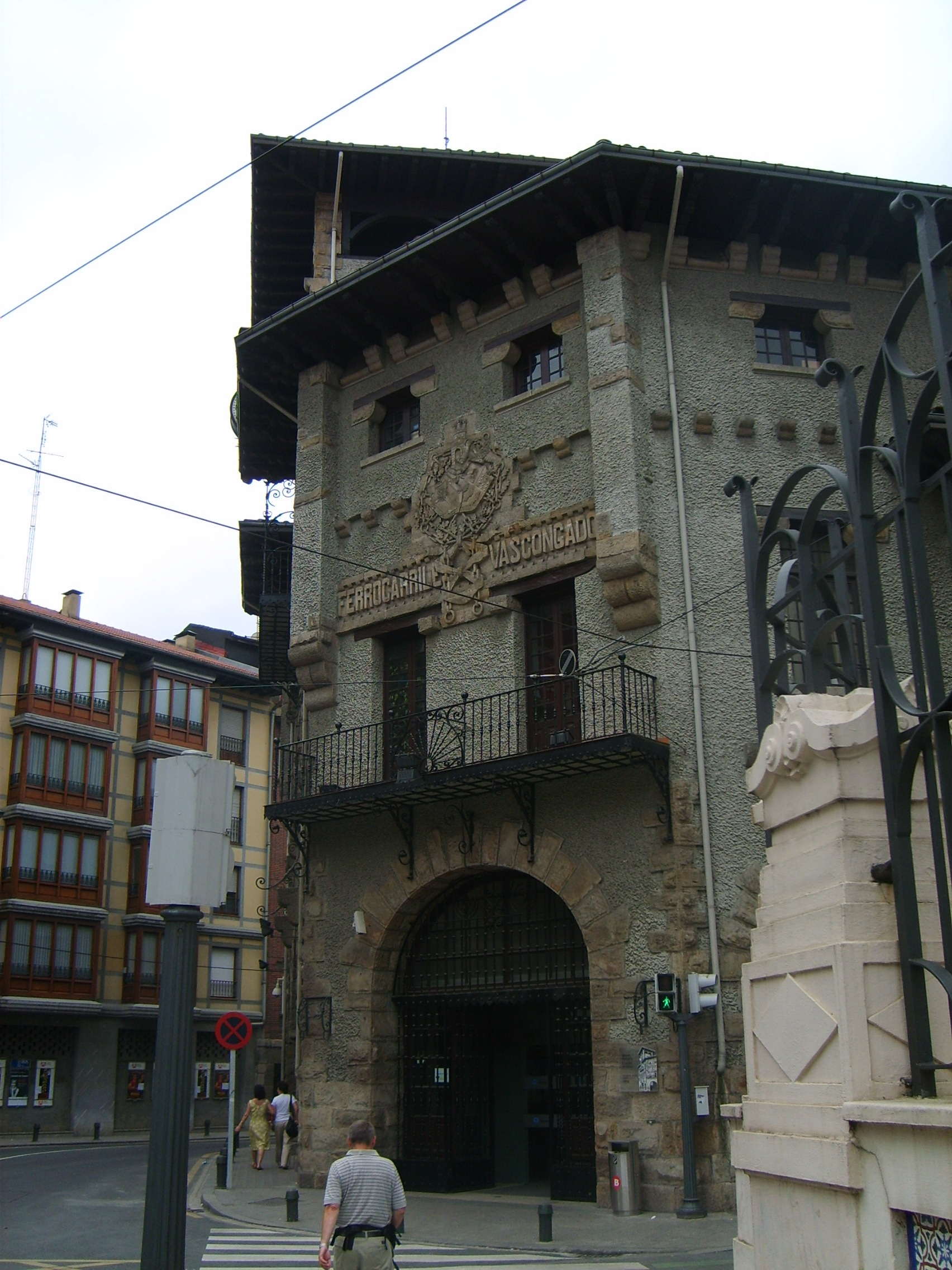
Järnvägsstationen Bilbao-Atxuri uppförd 1913 i medeltida baskisk arkitekturstil används idag av EuskoTren.

I Spanien finns det två statliga järnvägsförvaltningar. ADIF ansvarar för de normal- och bredspåriga järnvägarna medan FEVE ansvarar för de smalspåriga järnvägarna, dessa två har i Sverige sin motsvarighet i Trafikverket. Den juridiska administrationen sköts av Spaniens allmänna järnvägsdirektorat Dirección general de Ferrocarriles under det statliga utvecklingsministeriet Ministerio de Fomento där man ansvarar för att ta fram regler, fastställa normer och dela ut licenser till trafikoperatörer. Ministerio de Fomento är även ansvarig för Spaniens långsiktiga strategiska järnvägssatsningar. Fram till dess att Spanien avreglerar inrikesmarknaden år 2017 är RENFE ensam trafikoperatör av persontrafik, godstrafiken är dock redan avreglerad och sköts av ett flertal konkurrerande operatörer.

## Smalspårsjärnvägarna
Spaniens smalspåriga järnvägar organiseras på samma vis som de bred- och normalspåriga järnvägarna men med skillnaden att det utöver Spaniens statliga järnvägsförvaltning av smalspårjärnvägar Ferrocarriles Españoles de Vía Estrecha vanligtvis FEVE, även finns statliga järnvägsförvaltningar i fyra av Spaniens autonoma regioner. Trafiken på smalspårsjärnvägarna drivs dock fortfarande av de autonoma regeringarna som ännu inte öppnat sina järnvägsnät för privata bolag.

### FEVE
FEVE (Ferrocarriles de Vía Estrecha) Sv. smalspårsjärnvägar, är Spaniens statliga administration av landets smalspåriga järnvägar.
FEVE tillkom 1965 för att ersätta EFE (Explotación de Ferrocarriles por el Estado), en organisation som för spanska statens räkning med start 1926 administrerat smalspårsjärnvägar vars ägare gjort konkurs.
De järnvägar som administreras av FEVE ligger uteslutande i norra Spanien längsmed atlantkusten och en bit in i landet. Huvuddelen av trafiken utgörs av pendeltåg vars nät är koncentrerat till Asturien, Kantabrien och Baskien, det finns även en pendeltågslinje i Cartagena som drivs av FEVE. Utöver pendeltågstrafik bedrivs även viss regionaltågstrafik samt turistlinjen Transcantábrico. Huvuddelen av intäkterna genereras dock från godstrafiken som varje år transporterar drygt 460 miljoner ton gods, främst järnmalm, stål och kol. 

### FGC
FGC (Ferrocarrils de la Generalitat de Catalunya) Sv. katalanska regeringens järnvägar, är den katalanska regeringens statliga administration av smalspårsjärnvägarna i Katalonien. FGC tillkom 1978 i samband med Spaniens övergång till demokrati när den katalanska regeringen övertog ägandet av de kvarvarande smalspårsjärnvägarna utanför Barcelona, dessa hade redan under flera år subventionerats av kommunerna längsmed linjerna för att hindra en nedläggning.
Efter omfattande investeringar i järnvägarna under 1980-talet och 1990-talet har persontrafiken på linjerna ökat från drygt 1,5 miljon årsresenärer i slutet av 1970-talet till drygt 40 miljoner årsresenärer i slutet av 2000-talets första decennium. Även godstrafik bedrivs på järnvägsnätet som är anslutet med Barcelonas hamn, främst biltåg från SEAT fabriken i Martorell men även transporter av kalium och kaliumhydroxid. På den del av järnvägsnätet som ligger närmast Barcelona är turtätheten mycket hög med 14 avgångar i timmen och den ingår i Barcelonas tunnelbana som linje 8. 

### FGV
FGV (Ferrocarrils de la Generalitat Valenciana) Sv. valencianska regeringens järnvägar, är den valencianska regeringens statliga administration av smalspårsjärnvägarna i Valenciaregionen. FGV tillkom 1986 för att ta över ägandet och driften av smalspårsjärnvägarna norr och söder om staden Valencia samt smalspårsjärnvägen mellan Alicante och Dénia. Samtliga skulle enligt planerna läggas ned när regeringen i Valenciaregionen valde att istället ta över linjerna och rusta upp dessa.
Både i Valencia och Alicante har järnvägarna lagts i tunnel genom staden, i Valencia har man valt att anpassa linjerna för tunnelbanetrafik genom staden där delar av det gamla nätet återanvänts som spårvagnslinjer. I Alicante har smalspårsjärnvägen förlängts in till centrum genom en nybyggd tunnel, trafiken utgörs dels av renodlade spårvagnar dels av duospårvagnar som trafikerar de mer avlägsna delarna av nätet.

### SFM
SFM (Serveis Ferroviaris de Mallorca) Sv. Mallorcas järnvägsservice, är den baleariska regeringens statliga administration av smalspårsjärnvägarna på Mallorca (undantaget Mallorca-Sóller som är en privat järnvägslinje). SFM tillkom 1994 för att ta över driften av den enda kvarvarande smalspårsjärnvägen på Mallorca som drevs av FEVE. SFM tillkom av samma anledning som de övriga autonoma regionernas järnvägsadministrationer, för att säkerställa en nedläggningshotad järnvägs överlevnad.
Precis som i övriga autonoma regioner har stora summor investerats i upprustning av linjen som bland annat lagts i tunnel genom Palma de Mallorca. Delar av det gamla järnvägsnäten som under FEVE blev nedlagt har återöppnats för trafik medan andra linjer projekteras för att återöppnas.

### EuskoTren
EuskoTren (Eusko Trenbideak - Ferrocarriles Vascos S.A.) Sv. Baskiens järnvägar AB, är den baskiska regeringens statliga administration av smalspårsjärnvägarna mellan städerna Bilbao, San Sebastián, Irún och Hendaya. EuskoTren övertog 1982 de smalspåriga järnvägar vars trafik uteslutande bedrevs inom Baskien medan FEVE behöll resterande linjer. Trafiken utgörs av pendeltågstrafik med drygt 20 miljoner årsresenärer samt godståg vilka transporterar omkring 180 miljoner ton gods årligen.
Järnvägsnätet som drivs av EuskoTren uppgår till en sammanlagd längd av 181km varav 176,5km elektrifierade, nätet utgörs av 150km enkelspår och 31km dubbelspår.

## Järnvägsnät
Spanien har ett i europeiskt perspektiv relativt glest järnvägsnät, detta beror delvis på att landet är glest befolkat men beror även på att Spanien under den stora järnvägsboom i Europa på 1800-talet inte hängde med i den ekonomiska utvecklingen övriga väst och centraleuropeiska länder genomgick. 
Dock täcker järnvägsnätet hela det spanska fastlandet och de enda större städerna som saknar järnvägsanslutning är Torrevieja och Marbella. De flesta järnvägslinjerna utgår ifrån huvudstaden Madrid som är navet i det spanska järnvägsnätet. Större järnvägsknutar finns även i Barcelona, Valencia, Zaragoza och Sevilla.
Spaniens järnvägsnät utgörs huvudsakligen av bredspår av typen iberisk spårvidd (1668mm), sedan 1988 har dock alla nya linjer byggts med den europeiska standardspårvidden (1435mm) vilken på sikt skall införas på hela det spanska järnvägsnätet, äldre linjer som renoveras utrustas med slipers förberedda för en spårviddsändring. Det finns ett flertal mindre smalspåriga järnvägsnät varav samtliga har spårvidden (1000mm). Det nät av järnvägslinjer (bred- och normalspåriga) som administreras av ADIF uppgick den 31 december 2008 till 13 383km.
- Iberisk spårvidd 11 755km
- Europeisk spårvidd 1 589km
- Elektrifierat enkelspår 3 615km
- Elektrifierat dubbelspår 4 503km

### Järnvägslinjer
Nedan är endast fullständiga linjer listade, samtliga övriga linjer är uppdelade i många mindre sträckor, ibland bara ett par kilometer långa.
- Höghastighetsjärnvägar
  - Madrid-Puerta de Atocha - Sevilla-Santa Justa 471km
  - Madrid-Puerta de Atocha - Barcelona-Sants 621km
  - Madrid-Puerta de Atocha - Valencia Joaquín Sorolla 391km
  - Madrid-Chamartin - Valladolid-Campo Grande 179km
  - Córdoba Central - Málaga-María Zambrano 168km
- Bredspåriga järnvägar 
  - Madrid-Chamartín - Hendaye 641km
  - Madrid-Chamartín - Barcelona-Estació de França 700km
  - Madrid-Chamartín - Valencia Estació del Nord 481km
  - Madrid-Puerta de Atocha - Cádiz 725km

### Järnvägstunnlar
Totalt finns det 1 700 järnvägstunnlar i Spanien med en total längd på drygt 800 km. I de flesta större städer är järnvägarna helt eller delvis nedgrävda under marken, i staden Madrid finns det exempelvis tre järnvägstunnlar på totalt 24 km, i Barcelona har man grävt ner drygt 17 km av järnvägarna i två tunnlar. I samband med byggandet av höghastighetsjärnvägarna har flera av Spanien längsta järnvägstunnlar byggts, i norra Spanien byggs bland annat den baskiska höghastighetsjärnvägen där 106 av 194 km går i tunnel.
- De längsta tunnlarna på höghastighetsjärnvägar
  - Guadarrama-tunneln 28 377 meter (på linjen mellan Madrid och Valladolid)
  - Pajares-tunneln 24 667 meter  (på linjen mellan Oviedo och León)
  - San Pedro-tunneln 8 930 meter (på linjen mellan Madrid och Valladolid)
  - Sorbas-tunneln 7 538 meter (på linjen mellan Murcia och Almería)
  - Abdalajís-tunneln 7 300 meter (på linjen mellan Córdoba och Málaga)
  - La Cabrera-tunneln 7 246 meter (på linjen mellan Madrid och Valencia)

## Persontrafik
I Spanien sköts all persontrafik av det statliga järnvägsbolaget RENFE, undantaget är smalspårsjärnvägarna där trafiken istället sköts av FEVE, FGC, FGV, SFM och EuskoTren. Den internationella nattågstrafiken till Frankrike, Italien och Schweiz samordnas mellan RENFE och SNCF med den gemensamma operatören ELIPSOS och CIWL.
Persontrafiken körs i stor utsträckning med motorvagnståg, både elektriska och dieseldrivna. Lokdragna vagnståg är under utfasning för att ersättas med motorvagnar. Om man bortser från pendeltågstrafiken så har Spanien i ett internationellt perspektiv en mycket låg resandeandel med järnvägen. Den totala mängden tågresor i Spanien var 700 miljoner resor och 22,1 miljarder personkm år 2006. Av dessa stod pendeltågstrafiken för 650 miljoner resor och 10,4 miljarder personkm medan fjärrtågstrafiken endast stod för 21,5 miljoner resor.

## Historia

Det spanska järnvägsnätets framväxt under 1800-talet.

Planerade och driftsatta höghastighetsjärnvägar i Spanien, februari 2008.

Det spanska järnvägsnätet påbörjades i mitten av 1800-talet efter att Isabella II den 3 juni 1855 undertecknat en ny järnvägslag: Ley General de Caminos de Hierro. Den nya lagen innebar att utländskt kapital kunde investeras i byggandet av järnvägar och sedan få rätten att bedriva monopol i 99 år. Under de följande 20 åren byggdes större delen av alla huvudlinjer och kring sekelskiftet var linjenätet till stora delar färdigbyggt. I den nya järnvägslagen fastställdes bland annat att spårvidden skulle motsvara 6 spanska fot (1671,6 mm), i praktiken blev dock spårvidden 1674 mm vilket motsvarade exakt 5 engelska fot och 6 tum, järnvägarna i Spanien byggdes av engelska ingenjörer som byggde efter engelska mått. En vanlig missuppfattning är att man valde en annan spårvidd i Spanien för att man ville undvika en järnvägsburen invasion ifrån Frankrike, men den egentliga anledningen var att de spanska ingenjörerna felaktigt antog att en bredare spårvidd skulle medge ånglok med bättre prestanda vilket behövdes till Spaniens mycket bergiga landskap.
1941 förstatligades alla järnvägar under det nya gemensamma bolaget Red Nacional de los Ferrocarriles Españoles (RENFE). Nätet, som fått omfattande skador under det spanska inbördeskriget, tog lång tid att reparera. 1955 beslutades det att alla järnvägar skulle ha spårvidden 1668 mm för att underlätta internationell trafik till Portugal. Under 1940-talet påbörjades en modernisering av maskinparken som till stora delar utgjordes av mycket gamla ånglok, en allmän elektrifiering av järnvägsnätet påbörjades dock inte förrän under slutet av 1950-talet, ångloken ersattes därmed av nya ånglok. Först 1975 togs de sista ångloken i passagerartrafik ur drift. Efter en period av förfall där flera olönsamma linjer lades ned, påbörjades under 1980-talet en modernisering av järnvägsnätet. Den första nybyggda linjen på 25 år öppnades 1992 mellan Madrid och Sevilla med standardspårvidd. Den skulle komma att bli starten på en järnvägsupprustning som avser att byta ut hela det spanska bredspåriga järnvägsnätet mot europeisk standardspårvidd men även bygga upp ett helt nytt stomnät av höghastighetslinjer.

## Framtid
Det spanska järnvägsnätet genomgår sedan slutet av 1990-talet en omfattande upprustning där flera helt nya järnvägslinjer byggs för att kunna trafikeras av AVE. Samtidigt pågår ett omfattande renoveringsarbete där gamla krokiga järnvägar rätas ut och elektrifieras för att i framtiden kunna trafikeras av AVE.
Den spanska järnvägssatsningen är tänkt att göra järnvägen till ett konkurrenskraftigt transportmedel både regionalt och nationellt samtidigt som utsläppen av växthusgaser minskas genom att transporter av människor och varor flyttas över från vägar till järnvägar. Enligt Ministerio de Fomento (spanska regeringens ministerium för utveckling) skall 1 300km höghastighetsjärnvägar driftsättas under perioden 2008 till 2012 samtidigt som ytterligare 2 200km höghastighetsjärnvägar skall påbörjas.
Under andra halvan av 2000-talets första decennium har spanska regeringen investerat i genomsnitt 5 miljarder euro årligen i byggandet av nya järnvägslinjer, den totala budgeten för investeringar i järnvägssektorn för år 2010 är satt till 10,2 miljarder euro vilket är något mer än för det föregående året då den uppgick till drygt 10 miljarder.